# 道籏泰三
道籏 泰三（みちはた たいぞう、1949年10月9日 - ）は、日本のドイツ文学者、哲学者。京都大学名誉教授。

## 経歴
大阪府生まれ。1976年京都大学文学部独文科卒、1979年同大学院修士課程修了。1980年弘前大学講師、助教授、1985年京都大学教養部助教授、京都大学総合人間学部助教授、教授、2002年環境人間学研究科教授。2015年定年退任、名誉教授。

## 著書

### 単著
- 『ベンヤミン解読』白水社 1997年
- 『堕ちゆく者たちの反転 ベンヤミンの「非人間」によせて』岩波書店 2015年
- 『昭和期デカダン短篇集』講談社 2018年

### 編集
- 田中英光『空吹く風／暗黒天使と小悪魔／愛と憎しみの傷に 田中英光デカダン作品集』講談社〈講談社文芸文庫〉、2017年7月。ISBN 978-4-06-290355-4。
- 葉山嘉樹『葉山嘉樹短篇集』岩波書店〈岩波文庫〉、2021年5月。ISBN 978-4-00-310723-2。

### 翻訳
- ノルベルト・エリアス『参加と距離化 知識社会学論考』波田節夫共訳 法政大学出版局 叢書・ウニベルシタス 1991年
- ヴァルター・ベンヤミン『来たるべき哲学のプログラム』晶文社 1992年、新装版 2011年
- ヴィルヘルム・エムリッヒ『アレゴリーとしての文学 バロック期のドイツ』平凡社 1993年
- 『フロイト全集 18（1922-1924年）自我とエス』岩波書店 2007年
- 『フロイト全集 6 症例「ドーラ」性理論三篇 1901-06年』渡邉俊之、越智和弘、草野シュワルツ美穂子共訳 岩波書店 2009年
- 『フロイト全集 13 モーセ像精神分析運動の歴史ナルシシズム 1913-14年』責任編集 立木康介、福田覚、渡辺哲夫共訳 岩波書店 2010年
- 『フロイト全集 21 続・精神分析入門講義 終わりのある分析とない分析 1932-37年』責任編集 福田覚,渡邉俊之共訳 岩波書店 2011年
- 『フロイト全集 15 精神分析入門講義』新宮一成、高田珠樹、須藤訓任共訳 岩波書店 2012年